# Спартанец (фильм, 2004)
«Спартанец» (англ. Spartan) — американский политический триллер 2004 года сценариста и режиссёра Дэвида Мэмета. В фильме снимались Вэл Килмер, Дерек Люк, Тиа Техада, Эд О’Нилл, Уильям Мэйси и Кристен Белл. Премьера в странах СНГ состоялась 24 июня 2004 года. Официальным дистрибьютором фильма стал «Каро-Премьер».

## Сюжет
Роберт Скотт — бывший сержант-артиллерист-разведчик Корпуса морской пехоты США, который занимается отбором кадров для подразделения «Дельта». Наблюдая за учениями, предназначенными для оценки кандидатов в «Дельту», Скотт знакомится с новобранцем Кертисом, а также сержантом Жаклин Блэк, инструктором по ножевому бою.
Скотт оказывается втянутым в тайную операцию по поиску пропавшей без вести дочери президента Лоры Ньютон. Он и Кертис отправляются в пляжный домик одного из преподавателей Лоры, с которым по слухам у неё были отношения. Они не находят там никого, но обнаруживают двух неизвестных мужчин, которые ведут себя агрессивно, заставляя применить против них оружие. Более ранняя зацепка приводит их в бар, где девушек вербуют в качестве проституток, и команда Скотта следует за посредником из бара в бордель, который переправляет некоторых из этих девушек в международную сеть секс-рабынь. Мадам дает им контактный номер телефона-автомата.
Звонки, сделанные с телефона-автомата, были направлены на гражданина Ливана Тарика Асани, который в настоящее время находится в федеральной тюрьме. Они планируют перехватить Асани во время перевозки заключенного для оказания медицинской помощи и получить от него информацию об операции по торговле людьми в целях сексуальной эксплуатации. Когда машина с Асани и ещё одним заключенным останавливается по пути к месту назначения, появляется Скотт и, как представляется, убивает охранника, а затем убивает другого заключенного, который находился в камере смертников. Он пощадил Асани, когда тот обещает вывезти их из страны на самолёте той же ночью, подтвердив существование сеть секс-рабовладельцев в Дубае. Скотт останавливается у круглосуточного магазина, чтобы передать информацию команде. Кертис дает ему ещё боеприпасов, но Асани, ожидающая в машине, случайно замечает значок другого агента, разговаривающего с Кертисом, и открывает огонь. Кертис ранен, и Скотту приходится убить Асани.
Пока команда готовится к штурму Дубая, в новостях сообщают, что Лаура и её преподаватель утонули, когда плыли под парусом у побережья Мартас-Виньярд. Спасательная операция отменена. Скотт возвращается домой, убежденный, что больше ничего нельзя сделать, но Кертис выслеживает его и настаивает на том, что Лора жива. Он показывает Скотту сережку, которая была найдена в пляжном домике.
Когда они возвращаются в пляжный домик, чтобы провести расследование, Кертис погибает от выстрела снайпера, находившегося на соседней лодке. Скотт ускользает от снайпера, а когда находит на окне оставленный Лаурой знак, понимает, что она может быть жива. Он разбирает свой пейджер и телефон и находит устройство слежения.
Он пытается связаться с матерью Лоры, которая находится в реабилитационном центре, но его перехватывает женщина-агент Секретной службы, назначенная охранять семью президента. Когда он показывает агенту серьгу, тот объясняет, что в течение многих лет президент использовал визиты к своей дочери как прикрытие для внебрачных связей и что он задействовал охрану секретной службы Лоры в качестве дополнительной защиты для себя во время последней поездки, оставив её уязвимой для торговцев людьми.
Скотт нанимает сержанта Блэка, чтобы тот помог ему спасти девушку из Дубая, и обращается к бывшему израильскому оперативнику Ави, который доставить его в Дубай и тайно вывезти Лору в грузовом контейнере в аэропорту, получив для этого оружие и поддержку от местного жителя, известного как Джонс. Джонс погибает во время спасательной операции, и Скотт бежит с Лорой в безопасное место, где убеждает её, что, хотя он один, он действует по приказу. Правильно угадав, что он действительно действует сам по себе, Лаура говорит, что царь Спарты Леонид откликнулся бы на просьбы о помощи из соседних королевств, прислав одного человека, и решает довериться ему.
Когда Скотт отвозит Лору в аэропорт, чтобы запереть её в грузовом контейнере, он обнаруживает, что за ним следят, и находит спрятанный в ноже передатчик. Он вытаскивает её из контейнера как раз в тот момент, когда прибывает его старая команда, чтобы задержать их. Скотт застрелен, а Лора схвачена. Её похититель представляется сержантом. Блэк, который показывает ей серьгу и фотографии агента Секретной службы, убеждает Лору перестать сопротивляться. Шведская съемочная группа новостей становится свидетелем драки, когда они собираются садиться в свой самолёт неподалеку, и узнает Лору. Блэка застреливают, а Лору переправляют в безопасное место на борт самолёта журналистов. Скотт находит умирающего Блэка, который спрашивает, в безопасности ли Лора, что Скотт подтверждает.
Позже, на лондонской улице заросший щетиной Скотт смотрит вечерний выпуск новостей о возвращении Лоры по телевизору в витрине магазина. Правительство преподносит историю о похищении Лоры как возможность для президента принять меры, чтобы положить конец торговле американскими девочками в качестве секс-рабынь. Британец, наблюдавший за происходящим рядом со Скоттом, говорит: «Пора домой», — и уходит. Скотт смотрит ему вслед и говорит: «Счастливчик». Затем видно, как Скотт направляется к театру Пикадилли.

## В ролях
- Вэл Килмер — Бобби Скотт
- Дерек Люк — Кертис
- Тиа Техада — сержант Джеки Блэк
- Кристен Белл — Лаура Ньютон
- Джонни Месснер — Грейс
- Эд О’Нилл — Роберт Берч
- Уильям Мэйси — Стоддард
- Кларк Грегг — Миллер
- Наталия Ногулич — Надя Теллич
- Моше Ивги — Ави
- Кик Гарри — Джонс
- Джефф Пирсон — агент Пирс
- Аарон Стэнфорд — Майкл Блэйк

## Восприятие
На веб-сайте Rotten Tomatoes фильм имеет рейтинг одобрения 65 % на основе отзывов 134 критиков и оценку 6,5 из 10.
Роджер Эберт в своей рецензии для Chicago Sun-Times дал фильму четыре звезды, заявив, что «особое удовольствие в „Спартанце“ — наблюдать, как персонажи постепенно раскрывают себя, а сюжет постепенно проявляется, как ваше лицо в запотевшем зеркале».
Анна Закревская включила «Спартанца» в своей топ «10 великих фильмов XXI века». Станислав Зельвенский высоко оценил работу Мэмета, резюмируя: «Автор „Спартанца“ владеет почти утерянным в 80-е искусством подпитывать триллер не адреналином, а серым веществом. Искусством строить его как карточный фокус, где самое захватывающее не результат (понятно, что сверху окажется именно та карта, которая заказана), а манипуляции рук».